# Álex González (baseball, 1977)
Pour les articles homonymes, voir Alex Gonzalez et Gonzalez.
Alexander González (né le 15 février 1977 à Cagua, Aragua, Venezuela) est un joueur d'arrêt-court de la Ligue majeure de baseball. Il est présentement agent libre.
Invité au match des étoiles en 1999, il a remporté la Série mondiale 2003 avec les Marlins de la Floride, équipe avec laquelle il s'est aligné durant huit saisons.

## Carrière

### Marlins de la Floride

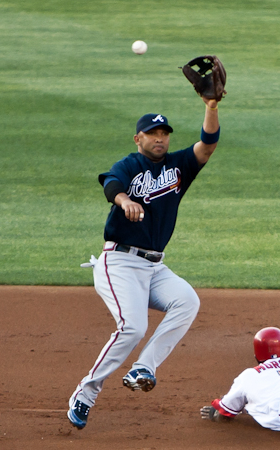
González en 2010 avec les Braves d'Atlanta.

Álex González signe son premier contrat professionnel en 1994 avec les Marlins de la Floride. Il fait ses débuts dans les majeures avec cette équipe le 25 août 1998. Il frappe à son premier match son premier coup de circuit en carrière, aux dépens de Donovan Osborne, lanceur des Cardinals de Saint-Louis. Il s'agit également de son premier coup sûr dans les grandes ligues.
Durant l'été de sa saison recrue, en 1999, Gonzalez est invité à participer au match des étoiles. Il termine cette première saison complète avec 14 circuits, 28 doubles, 59 points produits et une moyenne au bâton de ,277. Ses 155 coups sûrs sont un sommet dans sa carrière.
Il s'aligne avec les Marlins jusqu'à la fin de la saison 2005. Redoutable frappeur de doubles, il en totalise plus de 30 au cours de quatre saisons différentes avec l'équipe de la Floride, dont un sommet de 36 en 2001.
Ses performances offensives sont modestes durant les premières rondes des séries éliminatoires de 2003. Cependant, son coup de bâton est d'une grande importance dans la conquête de la Série mondiale 2003 des Marlins. Après n'avoir réussi qu'un coup sûr à ses 13 premières présences à la plaque durant la finale opposant la Floride aux Yankees de New York, Gonzalez cogne un circuit en 12e manche du quatrième match de la série, permettant à son équipe de remporter la victoire et de niveller les chances deux parties à deux. Son double dans le match #5 permet aux Marlins de créer l'égalité dans la rencontre. Enfin, il marque un point dans le sixième et dernier affrontement, où les Marlins sont sacrés champions du monde.
En 2004, il affiche ses meilleures statistiques à l'attaque au chapitre des circuits (23) et des points produits (79).

### Red Sox de Boston et Reds de Cincinnati
En 2006, Gonzalez rejoint les Red Sox de Boston, avec qui il signe en tant qu'agent libre.
Après la saison 2006, il signe un pacte de trois ans avec les Reds de Cincinnati. Une blessure et, subséquemment, une opération au genou le tient à l'écart du jeu pour l'entière saison 2008. Les Reds l'échangent le 14 août 2009 à l'une de ses anciennes équipes, les Red Sox, contre un autre arrêt-court (Kristopher Negron) et une somme d'argent.

### Blue Jays de Toronto
Il entreprend la saison 2010 chez les Blue Jays de Toronto. 

### Braves d'Atlanta
Le 14 juillet 2010, les Blue Jays l'échangent avec deux joueurs des ligues mineures (Tyler Pastornicky et Tim Collins) aux Braves d'Atlanta, en retour du lanceur Jo-Jo Reyes et de l'arrêt-court Yunel Escobar. Gonzalez complète la campagne avec les Braves et obtient la chance de jouer à nouveau en séries éliminatoires. Il complète une de ses meilleures saisons régulières en carrière : il égale son record personnel de 23 circuits et affiche ses plus hauts totaux de points produits (88) et de doubles (42).
Gonzalez frappe 15 circuits et produit 56 points en 149 matchs pour les Braves en 2011.

### Brewers de Milwaukee
Le 12 décembre 2011, il rejoint les Brewers de Milwaukee, dont il accepte le contrat d'une saison. Des blessures le limitent à 24 parties en 2012, mais il revient néanmoins avec les Brewers en 2013. En 2013, il ne frappe que pour ,177 avec 20 coups sûrs et un circuit en 41 match avant d'être libéré par Milwaukee le 3 juin.

### Tigers de Détroit
Le 24 mars 2014, les Orioles échangent González aux Tigers de Détroit en retour du joueur d'avant-champ Steve Lombardozzi. Il est libéré par les Tigers le 20 avril 2014, après seulement 9 matchs joués avec l'équipe.